# إسيبي (كيبك)
إسيبي (بالإنجليزية: Essipit, Quebec)‏ هي منطقة سكنية تقع في كندا في Côte-Nord. يقدر عدد سكانها بـ 268 نسمة .